# تپه ملکان ۲
تپه ملکان ۲ مربوط به هزاره اول قبل از میلاد است و در شهرستان مانه و سملقان، بخش سملقان، دهستان قاضی، جنوب غربی روستای شهر آباد کرد واقع شده و این اثر در تاریخ ۱۸ شهریور ۱۳۸۷ با شمارهٔ ثبت ۲۳۱۹۵ به‌عنوان یکی از آثار ملی ایران به ثبت رسیده است.